# Gen NOTUM

Nhiễm sắc thể số 17 với lô-cut gen NOTUM ở vai dài 25.3.

Ở người, gen NOTUM (nəʊtʌm/ hoặc /ˈnō-təm/) là một gen mã hoá palmitoleoyl-protein carboxylesterase (viết tắt: PPC-aza), một loại cacbôxylestêraza có chức năng điều hoà con đường truyền tín hiệu tế bào của prôtêin Wnt bằng cách khử trung gian của prôtêin Wnt này. Gen định vị trên nhiễm sắc thể số 17, lô-cut được kí hiệu là 17q25.3. Kích thước của gen từ 81.952.507 đến 81.961.840 bp; số biến thể: 4 bản, mã hoá các prôtêin ứng với định danh UniProtKB là Q6P988.
Tên "notum" của gen không liên quan gì đến từ "notum" trong côn trùng học dùng để chỉ phần trên đốt ngực lưng của sâu bọ.

## Tên sản phẩm
Ở người (Homo sapiens), sản phẩm của gen NOTUM được quy định như sau:
- Tên chính thức: NOTUM (theo HGNC)
- Tên đầy đủ: palmitoleoyl-protein carboxylesterase
- Mã HGNC: 27106
- Tên định danh PubMed prôtêin này là: 25731175.[6]
- [Wnt Protein] O-Palmitoleoyl-L-Serine Hydrolase
- Palmitoleoyl-Protein Carboxylesterase NOTUM
- HNOTUM 3 4
- Notum Pectinacetylesterase Homolog (Drosophila)
- Notum Pectinacetylesterase Homolog
- Protein Notum Homolog 3
- EC 3.1.1.98 4

## Cơ chế tóm tắt
Phản ứng tóm tắt của PPC-aza (sản phẩm gen NOTUM) là:
[Wnt protein]-O-9Z-hexadecenoyl-L-serine + H2O
= 9Z-hexadecenoate + [Wnt protein]-L-serine + H+.
Trong đó, PPC-aza đã gắn xêrin vào prôtêin Wnt, làm nó hoạt động như một chất điều hòa âm tính chính của con đường tín hiệu Wnt bằng cách trung gian đặc biệt cho quá trình khử almitoleoyl hóa của các protein Wnt. Sau khi xúc tác, xêrin palmitoleoyl hóa protein Wnt, nhờ đó mới có thể liên kết hiệu quả với các thụ thể tương ứng của nó là protein xuyên màng có nếp gấp phức tạp.
Ở cấp độ phân tử, PPC-aza thủy phân chuỗi glycosaminoglycan (GAG) của glypicans, do đó ảnh hưởng đến khả năng tương tác của glypicans với các phối tử là protein Wnt. Cũng có tác giả cho biết: PPC-aza có thể kích hoạt sự rụng glypican, bằng cách làm trung gian phân cắt "mỏ neo" GPI của chúng trong tế bào, ngăn chặn tín hiệu Wnt, nhưng không phân tách GPI-anchor của chúng. Nó hoạt động bằng cách làm trung gian quá trình depalmitoleoyl hóa của các protein WNT, làm suy giảm liên kết của protein Wnt với các thụ thể.